# Oudnin el kadhi
Les oudnin el kadhi, aussi appelés wdinet el cadi (« oreilles du juge » en arabe), oreillettes ou encore deblas dans les communautés juives sépharades, sont une pâtisserie consommée en Algérie et en Tunisie.

## Préparation
La pâte est préparée à base de farine, d'œufs, d’huile, d'eau de fleur d'oranger ou d’eau, de sucre vanillé et de sel, puis étalée et découpée en bandes. Celles-ci sont placées dans l’huile et enroulées autour d'une fourchette. Égouttées, elles sont sucrées avec du miel, du sirop ou du sucre en poudre et peuvent être décorées de graines de sésame.

## Dans les communautés sépharades
Ces pâtisseries, appelées alors deblas, sont notamment consommées par les juifs durant la fête religieuse de Pourim.